# 下関短期大学付属高等学校
下関短期大学付属高等学校（しものせきたんきだいがくふぞく こうとうがっこう）は、山口県下関市桜山町にある私立高等学校。

## 設置学科
全日制課程
- 普通科
- 調理科

## 沿革
- 1926年4月 - 河野高等技芸院として開校
- 1940年 - 財団法人認可、下関河野高等家政女学校に名称変更
- 1948年4月 - 現在地に移転､下関河野学園高等学校設置
- 1962年4月 - 下関女子短期大学の開校に伴い、下関女子短期大学付属高等学校に変更
- 2001年4月 - 短大の校名変更に伴い、下関短期大学付属高等学校に変更

## 系列校
- 下関短期大学　（同敷地）
- 下関短期大学付属第一幼稚園　（同敷地）
- 下関短期大学付属第二幼稚園　（彦島）

## アクセス
- JR山陽本線「下関駅」より徒歩15分